# Matthew Stadler
Matthew Stadler és un escriptor i editor estatunidenc. És l'autor de quatre novel·les i ha rebut diversos premis i beques en reconeixement de la seva tasca. Més recentment, ell ha recopilat quatre antologies sobre la literatura, la vida de la ciutat i la vida pública. Els seus assajos, centrats en l'arquitectura, el planejament urbanístic i el problema de la dispersió urbana, han estat publicats en revistes i catàlegs de museus de tot el món, i. Actualment viu a Portland (Oregon).

## Obra publicada
- Landscape: Memory (1990)
- The Dissolution of Nicholas Dee (1993)
- The Sex Offender: A Novel (1995)
- Allan Stein (1999)[1] Premi literari Lambda de ficció gai i el premi Fundació Richard i Hilda Rosenthal de l'Acadèmia Estatunidenca de les Arts i les Lletres.[2]